# Piorun
A Piorun (magyarul: mennydörgés) lengyel kis hatómagasságú, passzív infravörös önirányítású hordozható légvėdelmirakéta-rendszer. Az eszköz alacsonyan repülő légi célok, repülőgépek, helikopterek és pilóta nélküli repülőgépek ellen alkalmazható. A Piorun a szovjet Igla légvédelmi rakétán alapuló lengyel Grom rakétarendszer jelentősen továbbfejlesztett, modernizált változata. Grom-M jelzéssel is ismert. A rakétarendszert a Mesko cég fejlesztette ki a 2010-es évek első felében, majd 2019-ben rendszeresítették Lengyelországban. A rakéta első harci alkalmazására a 2022-es ukrajnai háború során került sor, ahol az Ukrán Fegyveres Erők sikeresen vetették be az orosz repülőgépek ellen. Járműre telepített önjáró változatai is ismertek.

## Története
A rakétarendszer fejlesztése 2010-ben kezdődött a Skarżysko-Kamienna városban működő Mesko vállalatnál. A fejlesztés alapja a Grom légvédelmirakéta-rendszer volt, a fő célkitűzés az infravörös önirányító berendezés érzékenységének növelése volt, ami lehetővé tette a hatótávolság és a célbefogási távolság növelését.  Emellett javították az indítóberendezést, a rakéta zavarással szembeni védettségét és alkalmassá tették az éjszakai használatra. A Grom rakétán alkalmazott csapódó gyújtót az új rakétán kiegészítették közelségi gyújtóval. 

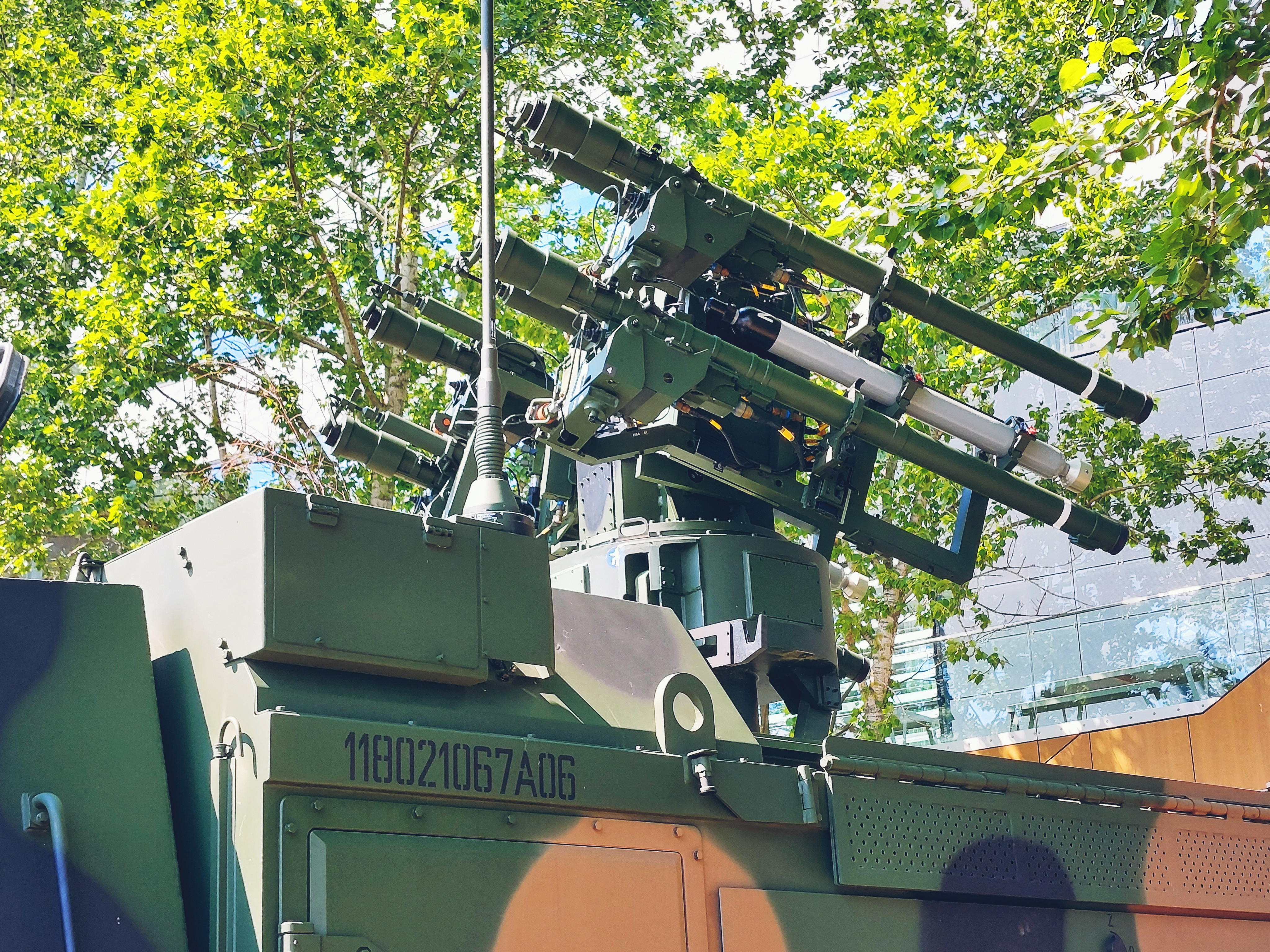
A járműre telepített változat: az SPZR Poprad

A lengyel védelmi minisztérium 2016-ban írt alá szerződést a gyártóval 420 darab indítóberendezés és 1300 darab rakéta beszerzéséről 3,5 milliárd złoty értékben, a berendezések szállítást és átadását 2017–2020 között tervezték. A tesztek során azonban műszaki problémák jelentkeztek rakéták hajtóművénél, ezért a szerződés teljesítése csúszott. A hajtóművel kapcsolatos problémák megoldása és a sikeres teszteket követően, 2019-ben elkezdődött a Piorun rendszer szállítása a Lengyel Fegyveres Erőknek és ebben az évben megtörtént a rendszer szolgálatba állítása.  
2022. szeptember végéig ezer darab rakétát gyártott a Mesko.

## Alkalmazók
- Lengyelország – A Lengyel Fegyveres Erőknél 2019-ben rendszeresítették. 2021 végéig kb. 730 darab rakétát és 260 indítóberendezést adott át a gyártó a lengyel hadseregnek. Az Ukrajna elleni orosz invázió kezdetén, 2022 februárjában Lengyelország a Lengyel Fegyveres erőknél addig üzembe állított összes rakétát és indítóberendezést átadta Ukrajnának. [2]
- Ukrajna – Lengyelország 2022 elején szállított ismeretlen mennyiségű Piorón légvédelmi rakétát Ukrajnának katonai segélyként. Erről még az Ukrajna elleni orosz inváziót megelőzően, 2022. február elején született döntés Lengyelországban.[3] Március 6-án jelent meg az első videófelvétel a rakéta alkalmazásáról, akkor egy orosz Mi–24P harci helikoptert semmisítettek meg Piorón rakétával a Kijevtől 40 km-re fekvő Kozarovicsi falunál.[4]
- Észtország – 2022 szeptemberében írtak alá 103 millió euró értékű szerződést, amelynek keretében a gyártó 300 rakétát és száz indítóberendezést szállít az Észt Fegyveres Erőknek. A rakéták szállítása 2023-ban kezdődött.[5] Az észt hadsereg 2024 elején kapta meg az első példányokat.[6]
- Norvégia  – 2022. november 29-én vásárolt a norvég kormány ismeretlen mennyiségű rakétát 350 millió norvég korona (kb. 30 millió euró) értékben.[7][8] Az első rakétákat 2023 decemberében szállították Norvégiának.[9] A rakétarendszert a norvég-orosz határ mentén telepítették, főként a norvég légteret rendszeresen megsértő orosz drónok elhárítása céljából.[10]
- USA - Az Egyesült Államok védelmi minisztériuma 2022-ben rendelt ismeretlen mennyiségű rakétát.[11]
- Grúzia – Grúzia 2024 januárjában írt alá szerződést a rendszer vásárlásáról a gyártó Mesko céggel. (Grúzia 2008-ban már vásárolt a Piorun elődjének számító Grom rakétarendszerből.)[12]